# Révolte des Gueux
 (décembre 2020).

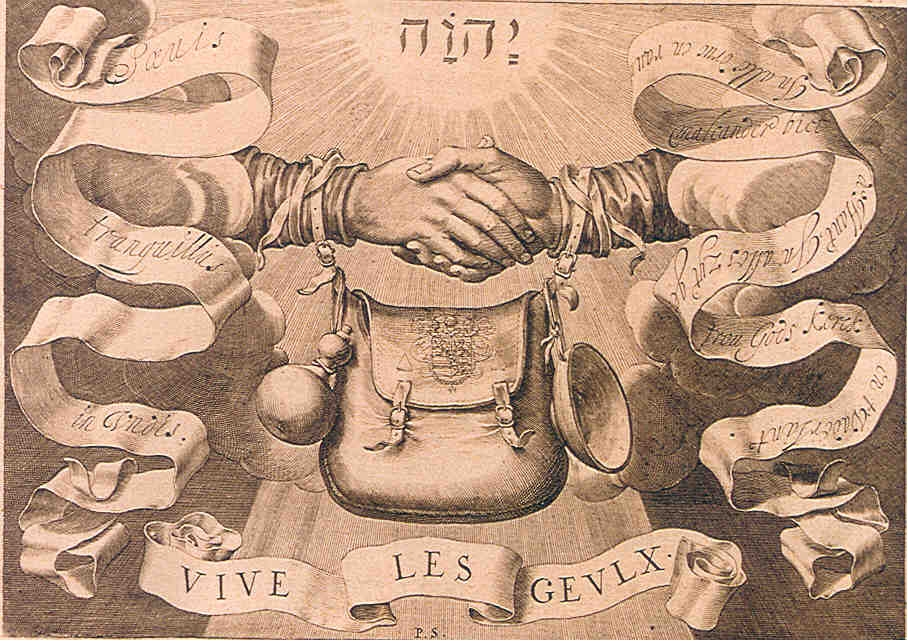
Emblème des gueux.

La révolte des Gueux, connue en néerlandais en tant que Nederlandse Opstand (« révolte des Pays-Bas »), est un soulèvement touchant de 1566 à 1568 les Pays-Bas espagnols, révoltés contre le roi d'Espagne Philippe II. Le chef de file de la révolte des Gueux est Guillaume d'Orange.
Ce soulèvement, dont les causes sont politiques (fiscales) et religieuses, est à l'origine de la guerre de Quatre-Vingts Ans (1568-1648), qui aboutit à la sécession, puis à l'indépendance des Provinces-Unies.

## Contexte

### Les Pays-Bas espagnols en 1566
En 1566, les Pays-Bas espagnols, issus de l'empire bourguignon de Charles le Téméraire, sont constitués de 17 provinces, allant de la Frise à l'Artois, dont le souverain (duc de Brabant, comte de Flandre, etc.) est, par le jeu des mariages et héritage, le chef de la maison des Habsbourg d'Espagne, le roi Philippe II. Depuis le règne de son père Charles Quint, ces 17 provinces constituent une entité spécifique, séparée du royaume de France ou du Saint-Empire, officiellement appelée « cercle de Bourgogne ».
Philippe II est représenté dans chaque province par un gouverneur (en néerlandais stathouder), et, pour l'ensemble, par le gouverneur général, à cette date sa demi-sœur Marguerite de Parme qui réside à Bruxelles. Elle est gouvernante et régente. Les habitants sont représentés par les états de chaque province et par les états généraux des 17 provinces. La noblesse néerlandaise est représentée par plusieurs personnalités (notamment Guillaume d'Orange) dans le Conseil d'État, conseil de gouvernement qui assiste la gouvernante.

### Les tensions entre Philippe II et ses sujets néerlandais (1555-1566)
Ces tensions sont politiques et fiscales, mais aussi religieuses (problème du traitement de la religion protestante, qui se développe fortement aux Pays-Bas). Un exemple des tensions religieuses croissantes et de la montée de la Réforme aux Pays-Bas espagnols est la Journée des mal brûlés à Valenciennes en 1562.
Ces tensions sont aggravées par des questions personnelles : alors que Charles Quint était né à Gand et parlait le français comme le néerlandais, ce n'est pas le cas de Philippe, qui est né et a été élevé en Espagne, selon des codes beaucoup plus rigoureux.
Philippe, qui se trouvait aux Pays-Bas dans le cadre de la guerre contre la France (bataille de Saint-Quentin, 1557 ; traité du Cateau-Cambrésis, 1559), s'en va en 1559, exaspéré par l'opposition de la noblesse néerlandaise, ce qu'il aurait exprimé de façon dure à Guillaume d'Orange.

## La révolte des Gueux

### La crise de mars-avril 1566
Au cours du mois de mars 1566, un groupe de nobles, dont Philippe de Marnix, Henri de Bréderode et Louis de Nassau, frère de Guillaume d'Orange, met au point une pétition, le « Compromis des Nobles ».
Le 5 avril, cette pétition est apportée par un groupe de deux cent cinquante à trois cents personnes au palais de la gouvernante, qui accepte de recevoir une délégation. La pétition est lue à haute voix par Brederode.
Lors de l'entrevue, Charles de Berlaymont, stathouder de Namur et conseiller de Marguerite de Parme, aurait déclaré, s'adressant à la gouvernante : « Ce ne sont que des gueux ».
Les pétitionnaires reprennent cette appellation méprisante pour s'en glorifier. Un banquet, dit « banquet des Gueux », a lieu le 6 avril à l'hôtel de Culembourg. Les participants viennent déguisés en mendiants, arborant la devise « pauvres jusqu'à la besace ».
Le Conseil d'État, réuni à la suite de l'entrevue, se prononce pour la « modération » des activités de l'Inquisition, présente aux Pays-Bas depuis 1524. Marguerite de Parme affirme qu'elle transmettra la pétition à Philippe II. Le 8 avril, une seconde pétition est présentée, demandant la suspension des ordonnances controversées. Les signataires, dont Brederode, s'engagent à attendre paisiblement la réponse du roi d'Espagne.

### La furie iconoclaste d'août 1566
Cet épisode provoque un relâchement général de la discipline religieuse, une intensification de la prédication protestante (notamment calviniste) et, en août, cela aboutit à deux semaines de furie iconoclaste de la part de calvinistes radicaux, marquées par des destructions d'édifices religieux catholiques ou de leur mobilier. Les iconoclastes s'en prennent en effet aux représentations, aux images des saints (« icônes ») en particulier, très présentes dans le culte catholique, et qu'ils considèrent comme une forme d'idolâtrie.
Le premier lieu de culte saccagé est le couvent de Saint-Laurent à Steenvoorde dans le Westhoek.
La révolte s'étend ensuite aux Pays-Bas du Sud, jusqu'à Anvers et jusqu'aux abords de Lille, notamment à Armentières. Dans ce dernier cas, les habitants catholiques des villages, menés par Guislain de Haynin, seigneur du Breucq à Seclin, traquent les iconoclastes dans les marais entre Seclin, Houplin et Gondecourt, et en anéantissent une partie.
D'autres épisodes iconoclastes auront lieu aux Pays-Bas en 1572 et en 1580, mais sans avoir le même degré de furie.

### Le soulèvement et le siège de Valenciennes (6 décembre-23 mars)
Le principal événement de la révolte des Gueux est le soulèvement de Valenciennes à la fin de 1566, lorsque la ville tombe aux mains des calvinistes. Ceux-ci refusant de se soumettre, un siège est établi à partir du 6 décembre sous la direction de Philippe de Noircarmes, stathouder du Hainaut, province dont fait partie Valenciennes. Quelques-uns des nobles du compromis choisissent alors de se joindre aux rebelles, notamment Jean de Marnix, frère de Philippe, qui rassemble des troupes au sud d'Anvers pour venir en aide aux assiégés. Mais cette armée de secours est vaincue par Philippe de Lannoy le 13 mars. Même après cela, les assiégés refusent de se rendre, malgré une négociation menée par le comte d'Egmont. La ville est alors canonnée et les assiégés capitulent sous la contrainte (23 mars 1567).

### Le retour à l'ordre (printemps 1567)
Au printemps 1567, le gouvernement de Marguerite de Parme a donc mis fin à l'essentiel des troubles.
Un aspect important dans cette crise est l'attitude loyaliste d'une partie de la noblesse face à la révolte, notamment en ce qui concerne les principaux opposants politiques, qui ne cautionnent pas les actes des iconoclastes : Guillaume d'Orange, le comte d'Egmont, le comte de Hornes, Henri de Bréderode, Louis de Nassau (frère de Guillaume d'Orange). Ils ont donc refusé d'apporter leur soutien aux révoltés, estimant que ce soulèvement ne correspondait ni à leurs objectifs ni à leurs engagements vis-à-vis de Marguerite de Parme à la suite du Compromis des Nobles.
La révolte des Gueux et le mouvement du Compromis des Nobles semblent donc avoir échoué : c'est Philippe II qui lui donne un prolongement inattendu en décidant d'intervenir directement aux Pays-Bas.

## Le nouveau cours de la répression et les débuts de l'insurrection des Pays-Bas

### L'arrivée du duc d'Albe (août 1567)
Au printemps 1567, Philippe II décide d'envoyer des troupes espagnoles aux Pays-Bas. Il place à leur tête Ferdinand Alvare de Tolède, duc d'Albe.
Dès le mois d'avril, Guillaume d'Orange décide de quitter les Pays-Bas et se réfugie dans le Saint-Empire.
Le duc d'Albe arrive à Bruxelles le 21 août 1567 à la tête de 17 000 soldats et s'engage dans une politique de renforcement de la répression.

### La répression sans limites et le départ de la gouvernante
Il institue un tribunal spécial, le Conseil des troubles et fait arrêter un grand nombre de personnes qu'il estime suspectes, notamment le comte d'Egmont et le comte de Hornes.
La gouvernante, qui s'estime dépossédée de ses pouvoirs et n'approuve pas la politique du duc d'Albe, demande à plusieurs reprises à être relevée de ses fonctions. Philippe II finit par accepter et la remplace par le duc d'Albe.
À l'exemple de Guillaume d'Orange, beaucoup d'autres se sont réfugiés à l'étranger, surtout après l'arrivée d'Albe. En particulier, nombre de marins se réfugient dans les ports anglais, ainsi qu'à La Rochelle, ville sous le contrôle des protestants à l'époque des guerres de Religion (1562-1598) ; ils reprennent la dénomination de « gueux », devenant les « gueux de mer ».

### L'entrée en guerre de Guillaume d'Orange (1568)
En 1568, Guillaume d'Orange lance une offensive, qui échoue dans un premier temps, mais qui marque le début de la guerre de Quatre-Vingts Ans (bataille de Rheindalen en avril 1568). Egmont et Hornes sont exécutés en juin 1568. Guillaume d'Orange est vaincu à Jodoigne en octobre. La guerre est alors mise en veilleuse. En 1570, l'ordre semble régner aux Pays-Bas espagnols.
Mais la guerre reprend en 1572, à la suite de la prise du port de Brielle par les « gueux de mer » (1er avril). Le père Jean de Mahieu, né à Audenarde, fut nommé évêque de Deventer, mais ne reçut pas la consécration épiscopale. Il fut surpris par les gueux, horriblement maltraité et laissé pour mort sur la place. Suit cette même année après l'arrivée du duc d'Albe et de son fils en Belgique l'épouvantable épisode du pillage de Malines.

### liens externes
- Notice dans un dictionnaire ou une encyclopédie généraliste :   - Universalis